# 臺南市下營區東興國民小學
臺南市下營區東興國民小學位於臺灣臺南市下營區，為當地學生數最多之國民小學。設立於1955年7月23日，時稱「臺南縣下營鄉下營國民學校興仁分校」。

## 沿革
1955年7月23日於新興村建校，稱「臺南縣下營鄉下營國民學校興仁分校」，復於同年10月6日易名「臺南縣下營鄉下營國民學校東興分校」。1961年8月1日獨立設校，是為「臺南縣下營鄉東興國民學校」。1968年8月1日，因實施九年義務教育，改稱「臺南縣下營鄉東興國民小學」。1976年8月1日，設立附設幼稚園。1988年8月1日，設立中重度啟智班。2007年8月1日，設置學前巡迴輔導班。2010年12月25日，臺南縣市合併，改為現名。

## 歷屆校長
| 職稱      | 任次 | 姓名   | 任期                         | 備註                                    |
| --------- | ---- | ------ | ---------------------------- | --------------------------------------- |
| 分校 主任 | 1    | 姜進益 | 1955年8月1日－1958年3月1日   | 發令日期：1955年10月13日－1958年6月13日 |
| 分校 主任 | 2    | 李新庚 | 1958年3月1日－1961年8月1日   | 發令日期：1958年6月13日－1961年8月1日   |
| 校長      | 1    | 郭毓崇 | 1961年8月1日－1964年9月1日   |                                         |
| 校長      | 2    | 王丁福 | 1964年9月1日－1965年3月1日   |                                         |
| 校長      | 3    | 胡世凱 | 1965年5月26日－1975年8月31日 |                                         |
| 校長      | 4    | 孫景祥 | 1975年8月31日－1989年8月1日  |                                         |
| 校長      | 5    | 陳鴻謨 | 1989年8月1日－1995年2月1日   |                                         |
| 校長      | 6    | 郭永彰 | 1995年2月1日－2001年8月1日   |                                         |
| 校長      | 7    | 楊宗吉 | 2001年8月1日－2004年8月1日   |                                         |
| 校長      | 8    | 莊文慶 | 2004年8月1日－2011年8月1日   | 退休                                    |
| 校長      | 9    | 林啟泓 | 2011年8月1日－2018年8月1日   | 退休                                    |
| 校長      | 10   | 陳志強 | 2018年8月1日至今             | 現任                                    |

## 體育
東興國小於2004年成立排球校隊，曾多次於中華盃師生排球錦標賽、永信杯全國排球錦標賽奪冠。

## 建築
- 育賢樓（第1棟）
- 第2棟
- 第3棟
- 學生活動中心
- 停車場2座
- 200公尺操場1座

## 學區
台南市下營區下營里9至12鄰、後街里、紅甲里1至10鄰、新興里、大吉里8至14鄰（下營國小共同學區）。

## 外部連結
- 臺南市下營區東興國民小學
- 下營區東興國小排球隊-Facebook專頁